# Erioptera horrida
Erioptera horrida är en tvåvingeart som först beskrevs av Paul Lackschewitz 1964.  Erioptera horrida ingår i släktet Erioptera och familjen småharkrankar. Inga underarter finns listade i Catalogue of Life.